# Culex demeilloni
Culex demeilloni är en tvåvingeart som beskrevs av Doucet 1950. Culex demeilloni ingår i släktet Culex och familjen stickmyggor.
Artens utbredningsområde är Madagaskar. Inga underarter finns listade i Catalogue of Life.